# FC Kansas City
Il FC Kansas City è stata una società calcistica femminile professionistica statunitense, con sede nella città di Kansas, nello stato federato del Missouri. Fondata nel 2012, ha partecipato alla National Women's Soccer League (NWSL), la massima divisione del campionato femminile statunitense, dal 2013 al 2017, vincendo due edizioni. Nel 2017 la squadra è stata sciolta.

## Storia
Nel novembre 2012 venne annunciata la nascita della National Women's Soccer League (NWSL), e Kansas City (Missouri) venne inserita nell'elenco delle otto città che avrebbero ospitato le squadre partecipanti alla prima stagione. La squadra venne chiamata FC Kansas City e il gruppo dei proprietari era costituito da Chris Likens, dai suoi due figli Brad e Greg, e da Brian Budzinski, i quali erano anche proprietari del Missouri Comets, club partecipante alla Major Indoor Soccer League. Il 5 dicembre 2012 Vlatko Andonovski venne nominato allenatore della squadra. L'11 gennaio 2013 venne presentato il nuovo logo, che, secondo un comunicato stampa del club, rappresentava le caratteristiche del movimento continuo tipiche del calcio professionistico femminile. I colori sociali erano il blue e il nero. Nello stesso giorno il processo di allocazione delle giocatrici delle nazionali, effettuato dalla NWSL, assegnò al FC Kansas City sette calciatrici: le statunitensi Nicole Barnhart, Lauren Holiday e Becky Sauerbrunn, le messicane Renae Cuéllar e Marilyn Diaz, le canadesi Desiree Scott e Lauren Sesselmann. La rosa venne completata nelle settimane seguenti coi successivi draft, dai quali arrivò Kristie Mewis, e con l'ingaggio di svincolate.
Nella stagione inaugurale della NWSL la squadra concluse la stagione regolare a pari punti con Western NY Flash e Portland Thorns, classificandosi al secondo posto, visti i risultati negli scontri diretti contro le altre due, e mancando l'occasione di vincere il NWSL Shield dopo aver perso le ultime due partite. Ai play-off, venne sconfitta in semifinale dopo i tempi supplementari dal Portland Thorns, che ribaltò l'iniziale doppio svantaggio. Nonostante il risultato finale, tutti i premi NWSL di fine stagione andarono al FC Kansas City: Lauren Holiday venne premiata come miglior marcatrice e miglior giocatrice del torneo, Erika Tymrak come migliore rookie, Becky Sauerbrunn come miglior difensore, Nicole Barnhart come miglior portiere e Vlatko Andonovski come miglior allenatore.

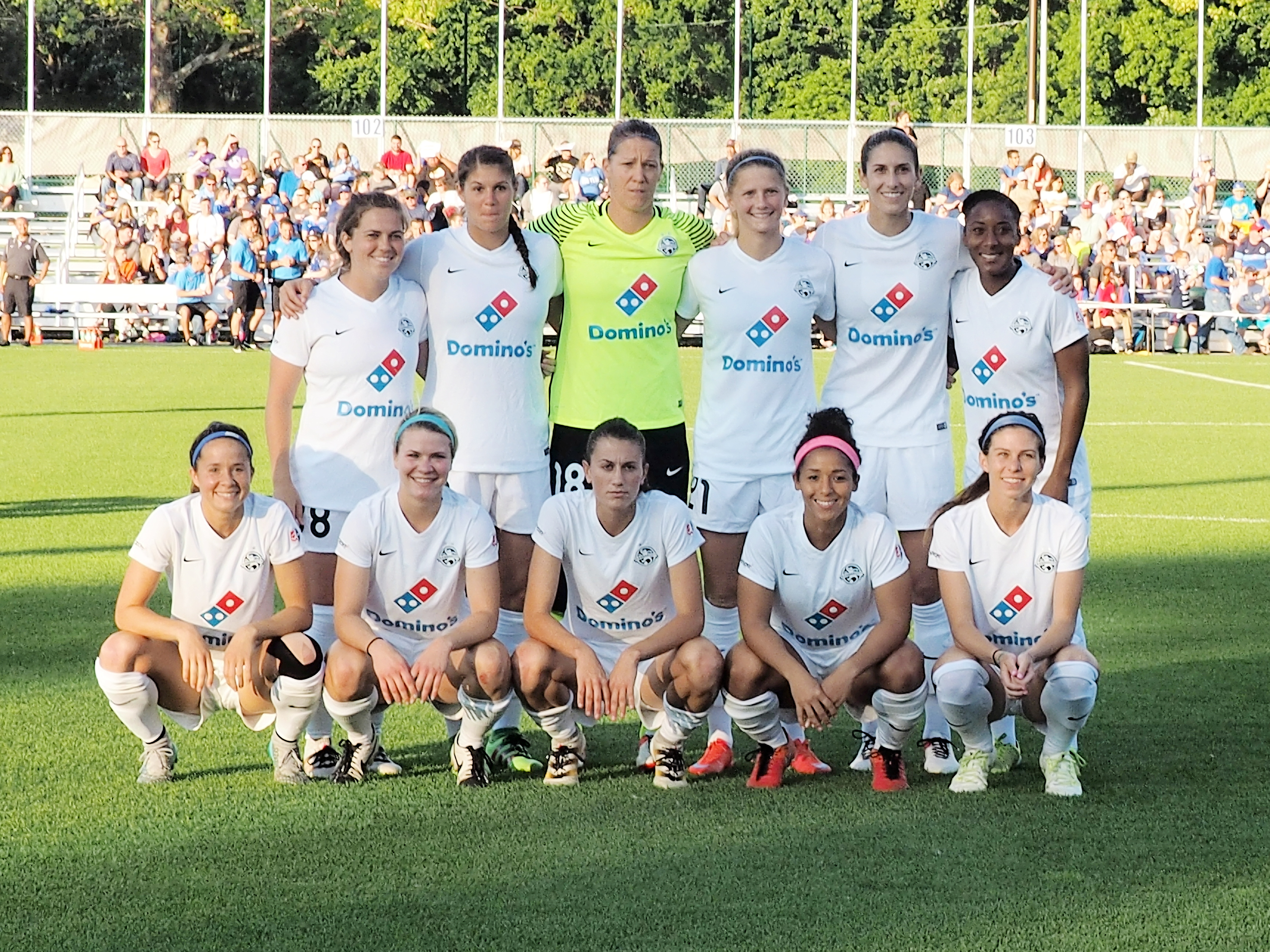
Formazione del FC Kansas City per la partita del 28 maggio 2016 contro l'.

Nella NWSL 2014 le Blues terminarono la stagione regolare al secondo posto alle spalle del Seattle Reign, qualificandosi per i play-off. Dopo aver vinto la semifinale contro il Portland Thorns, il 31 agosto la squadra batté il Seattle Reign in finale per 2-1, grazie a una doppietta di Amy Rodriguez, vincendo il titolo per la prima volta. Nella NWSL 2015 la squadra concluse la stagione regolare al terzo posto, grazie anche ad una serie di risultati utili ottenuta nella seconda parte di stagione. Ai play-off vinse la semifinale contro il Chicago Red Stars, per poi vincere la finale nuovamente contro il Seattle Reign grazie ad una rete di Amy Rodriguez, vincendo così il secondo titolo NWSL consecutivo. La stagione 2016 iniziò col ritiro di Lauren Holiday e venne caratterizzata dall'assenza di Amy Rodriguez per maternità. Diversamente dalle annate precedenti, la squadra concluse la stagione regolare al sesto posto in classifica, mancando la qualificazione ai play-off per il titolo. Anche nel 2017 la squadra non partecipò ai play-off, dopo aver concluso la stagione regolare al settimo posto in classifica.
All'inizio di gennaio 2017 la proprietà del FC Kansas City era stata ceduta ad Elam Baer, amministratore delegato della North Central Equity, società con base a Minneapolis. Il 20 novembre 2017 la NWSL annunciò che aveva ripreso i diritti di partecipazione del FC Kansas City da Elam Baer, e che la società era stata, di conseguenza, sciolta. La NWSL assegnò ad una nuova squadra con base a Salt Lake City (poi chiamata Utah Royals FC) i diritti di partecipazione al campionato, i contratti della calciatrici del FC Kansas City per la stagione 2018 e i diritti per il draft.

## Stadio
Durante la loro prima stagione, le Blues giocarono le partite casalinghe allo Shawnee Mission District Stadium, situato ad Overland Park e avente una capacità di 6150 posti. Si trattava del terzo stadio più grande del campionato, dopo il Providence Park ed il Sahlen's Stadium. L'8 gennaio 2014 il club annunciò il trasferimento in un altro stadio, il Durwood Soccer Stadium, situato nel campus dell'università del Missouri–Kansas City e dove la squadra giocò per tutta la stagione 2014. Lo stadio aveva una capienza di soli 850 spettatori, ma nell'accordo di utilizzo era previsto che il club ampliasse la capienza fino a 3200 spettatori.
A partire dal 2015 le partite casalinghe sono state disputate allo Swope Soccer Village, lo stadio usato per gli allenamenti dallo Sporting Kansas City. Lo stadio venne ampliato per aumentare la capacità dagli iniziali 1500 posti ai 3557, utilizzando le gradinate precedentemente impiegate al Durwood Stadium. L'11 aprile 2015 la partita inaugurale della stagione tra FC Kansas City e Sky Blue venne disputata allo Sporting Park, sede delle partite casalinghe dello Sporting Kansas City, davanti a un pubblico di 8489 spettatori.

## Calciatrici
Il 19 agosto 2015 è stata ritirata la maglia numero 12, indossata da Lauren Holiday nel triennio 2013-15, in riconoscimento del contributo offerto ai successi della squadra.

## Palmarès
- National Women's Soccer League: 2

2014, 2015

## Organico

### Rosa 2017
Rosa aggiornata al 12 ottobre 2017
| N. |                          | Ruolo | Calciatrice      |
| -- | ------------------------ | ----- | ---------------- |
| 2  | Stati Uniti (bandiera)   | A     | Shea Groom       |
| 3  | Stati Uniti (bandiera)   | C     | Becca Moros      |
| 4  | Stati Uniti (bandiera)   | D     | Becky Sauerbrunn |
| 5  | Stati Uniti (bandiera)   | D     | Alex Arlitt      |
| 6  | Nuova Zelanda (bandiera) | D     | Katie Bowen      |
| 7  | Stati Uniti (bandiera)   | C     | Mandy Laddish    |
| 8  | Stati Uniti (bandiera)   | A     | Amy Rodriguez    |
| 9  | Stati Uniti (bandiera)   | C     | Lo'eau Labonta   |
| 10 | Stati Uniti (bandiera)   | C     | Yael Averbuch    |
| 11 | Canada (bandiera)        | C     | Desiree Scott    |
| 13 | Stati Uniti (bandiera)   | D     | Brittany Kolmel  |

| N. |                        | Ruolo | Calciatrice        |
| -- | ---------------------- | ----- | ------------------ |
| 14 | Canada (bandiera)      | A     | Sydney Leroux      |
| 15 | Stati Uniti (bandiera) | C     | Erika Tymrak       |
| 17 | Stati Uniti (bandiera) | D     | Sydney Miramontez  |
| 18 | Stati Uniti (bandiera) | P     | Nicole Barnhart    |
| 19 | Stati Uniti (bandiera) | P     | Cat Parkhill       |
| 21 | Stati Uniti (bandiera) | C     | Caroline Flynn     |
| 25 | Stati Uniti (bandiera) | A     | Brittany Ratcliffe |
| 31 | Stati Uniti (bandiera) | D     | Christina Gibbons  |
| 44 | Stati Uniti (bandiera) | A     | Maegan Kelly       |
| 88 | Stati Uniti (bandiera) | C     | Alexa Newfield     |